# Crassula alpestris

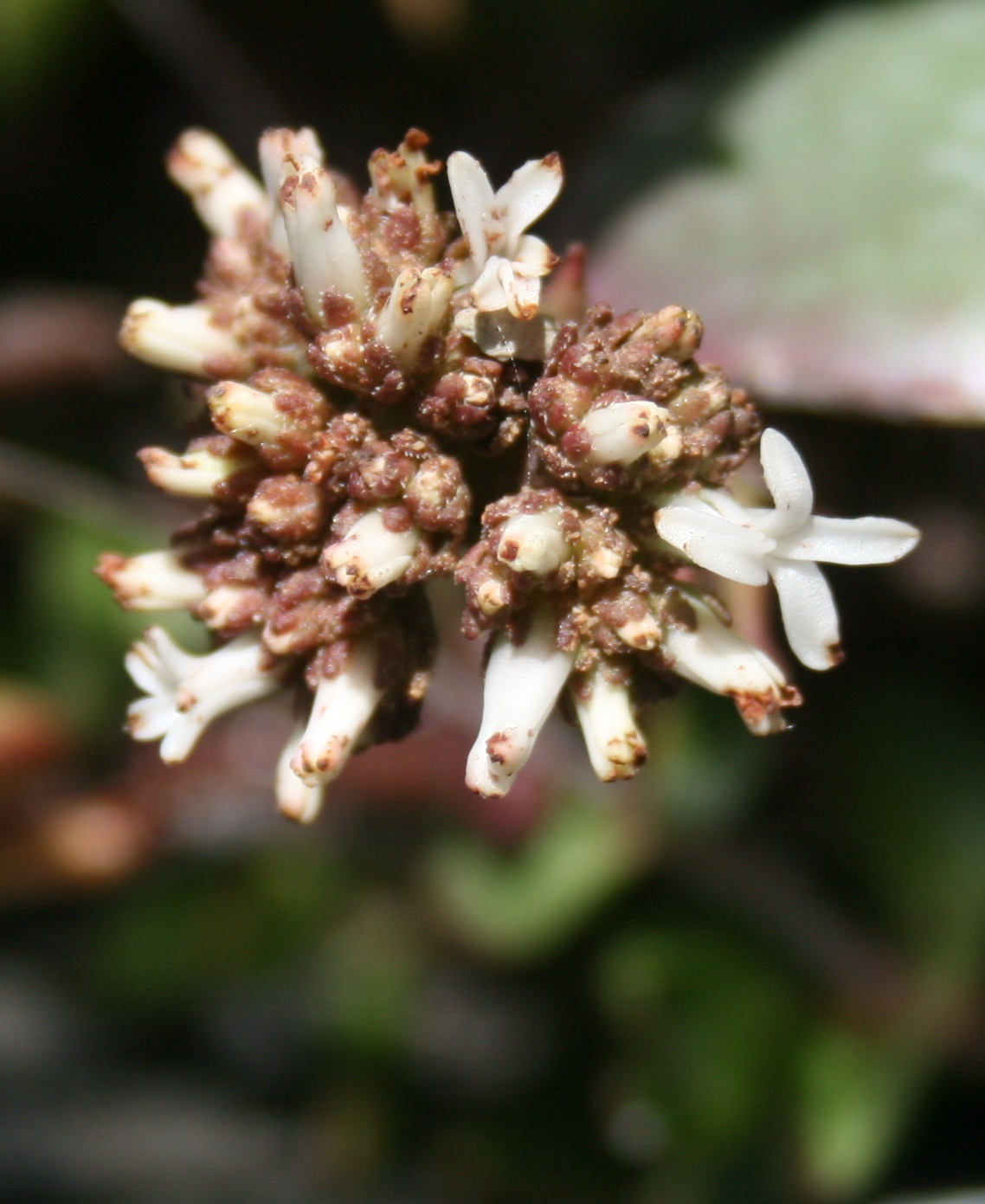
Detall de les flors

Crassula alpestris és una espècie de planta suculenta del gènere Crassula de la família de les Crassulaceae. Té la capacitat de cobrir-se de sorra.

## Taxonomia
Crassula alpestris Thunb. va ser descrita per Carl Peter Thunberg, i publicada a Nova Acta Phys.-Med. Acad. Caes. Leop.-Carol. Nat. Cur. 6: 329, 336 (fig.) (1778).
Etimologia
- Crassula: nom genèric que prové del llatí crassus, que significa 'gruixut', en referència a les fulles suculentes del gènere.
- alpestris : epítet llatí que significa 'de les muntanyes'.

Sinonímia
- Purgosea alpestris  (Thunberg) G.Don (1834) /Tetraphyle alpestris  (Thunberg) P.V.Heath (1993)[3]